# Marsrevolutionen (Danmark)

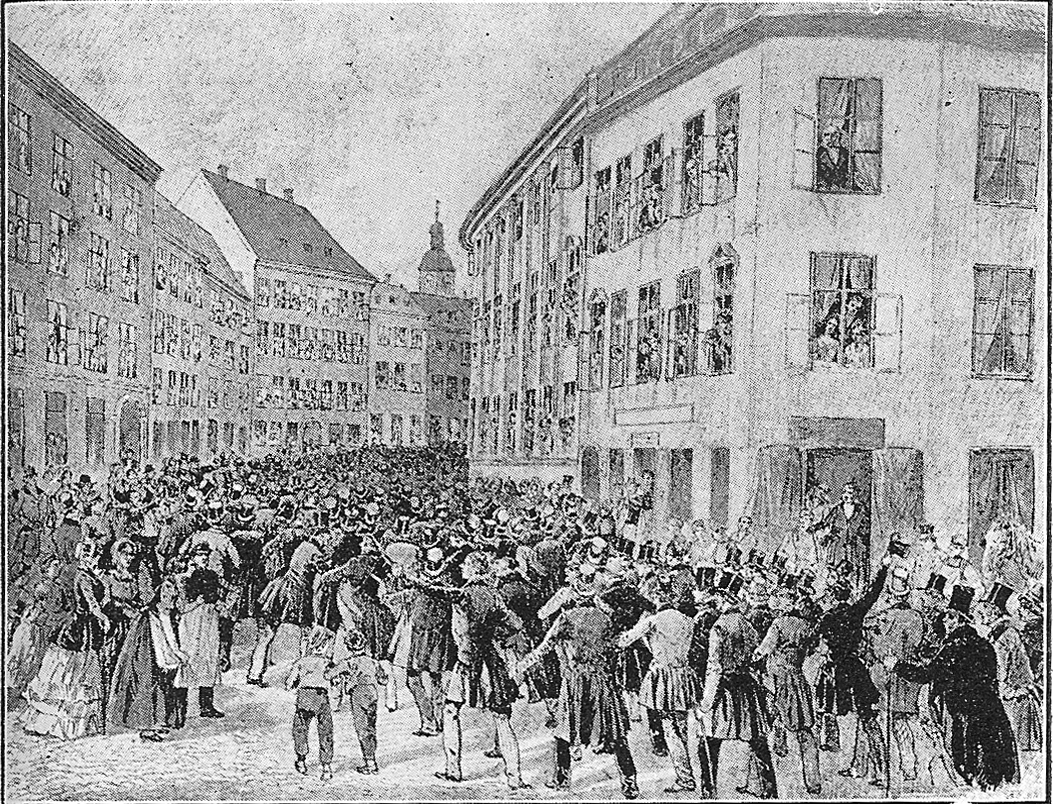
Folktåget mot Christiansborgs slott i Köpenhamn i mars 1848.

Marsrevolutionen är det vanliga namnet för de händelser i Köpenhamn i mars 1848, som ledde till införandet av konstitutionell monarki i Danmark. Den skedde mot en bakgrund av den våldsamma politiska utvecklingen i det övriga Europa under Revolutionerna 1848. 